# Happy New Year (ABBA)
Happy New Year is een nummer van de Zweedse popgroep ABBA uit 1980, afkomstig van hun zevende studio-album Super Trouper. Happy New Year is nog steeds een nummer dat vooral rond Oud en Nieuw gedraaid wordt op de radio en televisie.
In 1980 werd het nummer op single uitgebracht in Japan, Brazilië en Portugal. In 1999 kwam het nummer opnieuw uit in Zweden, Duitsland en Nederland. In de Mega Top 100 kwam het nummer tot de vijftiende plaats. De Top 40 werd niet behaald. In 2008 kwam het nummer opnieuw uit in Scandinavië. Op 1 januari 2011 kwam Happy New Year terug in de Single Top 100 op nummer 47. Een week later behaalde het zijn hoogste notering: nummer 8. In de vier jaar daarna kwam het nummer elke keer weer even terug in de lijst in het begin van het jaar. In totaal is de single 8 maal teruggekeerd in de Nederlandse hitparade.
In Spanje werd het nummer uitgebracht onder de Spaanse titel Felicidad. In Spaanssprekende landen werd deze versie een hit.

## Hitnoteringen

### Mega Top 100/ NederlandseSingle Top 100
| Hitnotering: (week 1 t/m 3) 08-01-2000 t/m 22-01-2000 Hitnotering: (week 4 t/m 5) 01-01-2011 t/m 08-01-2011 Hitnotering: (week 6 t/m 7) 31-12-2011 t/m 07-01-2012 Hitnotering: (week 8 t/m 9) 29-12-2012 t/m 05-01-2013 Hitnotering: (week 10) 04-01-2014 Hitnotering: (week 11) 03-01-2015 Hitnotering: (week 12) 07-01-2017 Hitnotering: (week 13) 06-01-2018 Hitnotering: (week 14) 05-01-2019 Hitnotering: (week 15) 04-01-2020 | Hitnotering: (week 1 t/m 3) 08-01-2000 t/m 22-01-2000 Hitnotering: (week 4 t/m 5) 01-01-2011 t/m 08-01-2011 Hitnotering: (week 6 t/m 7) 31-12-2011 t/m 07-01-2012 Hitnotering: (week 8 t/m 9) 29-12-2012 t/m 05-01-2013 Hitnotering: (week 10) 04-01-2014 Hitnotering: (week 11) 03-01-2015 Hitnotering: (week 12) 07-01-2017 Hitnotering: (week 13) 06-01-2018 Hitnotering: (week 14) 05-01-2019 Hitnotering: (week 15) 04-01-2020 | Hitnotering: (week 1 t/m 3) 08-01-2000 t/m 22-01-2000 Hitnotering: (week 4 t/m 5) 01-01-2011 t/m 08-01-2011 Hitnotering: (week 6 t/m 7) 31-12-2011 t/m 07-01-2012 Hitnotering: (week 8 t/m 9) 29-12-2012 t/m 05-01-2013 Hitnotering: (week 10) 04-01-2014 Hitnotering: (week 11) 03-01-2015 Hitnotering: (week 12) 07-01-2017 Hitnotering: (week 13) 06-01-2018 Hitnotering: (week 14) 05-01-2019 Hitnotering: (week 15) 04-01-2020 | Hitnotering: (week 1 t/m 3) 08-01-2000 t/m 22-01-2000 Hitnotering: (week 4 t/m 5) 01-01-2011 t/m 08-01-2011 Hitnotering: (week 6 t/m 7) 31-12-2011 t/m 07-01-2012 Hitnotering: (week 8 t/m 9) 29-12-2012 t/m 05-01-2013 Hitnotering: (week 10) 04-01-2014 Hitnotering: (week 11) 03-01-2015 Hitnotering: (week 12) 07-01-2017 Hitnotering: (week 13) 06-01-2018 Hitnotering: (week 14) 05-01-2019 Hitnotering: (week 15) 04-01-2020 | Hitnotering: (week 1 t/m 3) 08-01-2000 t/m 22-01-2000 Hitnotering: (week 4 t/m 5) 01-01-2011 t/m 08-01-2011 Hitnotering: (week 6 t/m 7) 31-12-2011 t/m 07-01-2012 Hitnotering: (week 8 t/m 9) 29-12-2012 t/m 05-01-2013 Hitnotering: (week 10) 04-01-2014 Hitnotering: (week 11) 03-01-2015 Hitnotering: (week 12) 07-01-2017 Hitnotering: (week 13) 06-01-2018 Hitnotering: (week 14) 05-01-2019 Hitnotering: (week 15) 04-01-2020 | Hitnotering: (week 1 t/m 3) 08-01-2000 t/m 22-01-2000 Hitnotering: (week 4 t/m 5) 01-01-2011 t/m 08-01-2011 Hitnotering: (week 6 t/m 7) 31-12-2011 t/m 07-01-2012 Hitnotering: (week 8 t/m 9) 29-12-2012 t/m 05-01-2013 Hitnotering: (week 10) 04-01-2014 Hitnotering: (week 11) 03-01-2015 Hitnotering: (week 12) 07-01-2017 Hitnotering: (week 13) 06-01-2018 Hitnotering: (week 14) 05-01-2019 Hitnotering: (week 15) 04-01-2020 | Hitnotering: (week 1 t/m 3) 08-01-2000 t/m 22-01-2000 Hitnotering: (week 4 t/m 5) 01-01-2011 t/m 08-01-2011 Hitnotering: (week 6 t/m 7) 31-12-2011 t/m 07-01-2012 Hitnotering: (week 8 t/m 9) 29-12-2012 t/m 05-01-2013 Hitnotering: (week 10) 04-01-2014 Hitnotering: (week 11) 03-01-2015 Hitnotering: (week 12) 07-01-2017 Hitnotering: (week 13) 06-01-2018 Hitnotering: (week 14) 05-01-2019 Hitnotering: (week 15) 04-01-2020 | Hitnotering: (week 1 t/m 3) 08-01-2000 t/m 22-01-2000 Hitnotering: (week 4 t/m 5) 01-01-2011 t/m 08-01-2011 Hitnotering: (week 6 t/m 7) 31-12-2011 t/m 07-01-2012 Hitnotering: (week 8 t/m 9) 29-12-2012 t/m 05-01-2013 Hitnotering: (week 10) 04-01-2014 Hitnotering: (week 11) 03-01-2015 Hitnotering: (week 12) 07-01-2017 Hitnotering: (week 13) 06-01-2018 Hitnotering: (week 14) 05-01-2019 Hitnotering: (week 15) 04-01-2020 | Hitnotering: (week 1 t/m 3) 08-01-2000 t/m 22-01-2000 Hitnotering: (week 4 t/m 5) 01-01-2011 t/m 08-01-2011 Hitnotering: (week 6 t/m 7) 31-12-2011 t/m 07-01-2012 Hitnotering: (week 8 t/m 9) 29-12-2012 t/m 05-01-2013 Hitnotering: (week 10) 04-01-2014 Hitnotering: (week 11) 03-01-2015 Hitnotering: (week 12) 07-01-2017 Hitnotering: (week 13) 06-01-2018 Hitnotering: (week 14) 05-01-2019 Hitnotering: (week 15) 04-01-2020 | Hitnotering: (week 1 t/m 3) 08-01-2000 t/m 22-01-2000 Hitnotering: (week 4 t/m 5) 01-01-2011 t/m 08-01-2011 Hitnotering: (week 6 t/m 7) 31-12-2011 t/m 07-01-2012 Hitnotering: (week 8 t/m 9) 29-12-2012 t/m 05-01-2013 Hitnotering: (week 10) 04-01-2014 Hitnotering: (week 11) 03-01-2015 Hitnotering: (week 12) 07-01-2017 Hitnotering: (week 13) 06-01-2018 Hitnotering: (week 14) 05-01-2019 Hitnotering: (week 15) 04-01-2020 | Hitnotering: (week 1 t/m 3) 08-01-2000 t/m 22-01-2000 Hitnotering: (week 4 t/m 5) 01-01-2011 t/m 08-01-2011 Hitnotering: (week 6 t/m 7) 31-12-2011 t/m 07-01-2012 Hitnotering: (week 8 t/m 9) 29-12-2012 t/m 05-01-2013 Hitnotering: (week 10) 04-01-2014 Hitnotering: (week 11) 03-01-2015 Hitnotering: (week 12) 07-01-2017 Hitnotering: (week 13) 06-01-2018 Hitnotering: (week 14) 05-01-2019 Hitnotering: (week 15) 04-01-2020 | Hitnotering: (week 1 t/m 3) 08-01-2000 t/m 22-01-2000 Hitnotering: (week 4 t/m 5) 01-01-2011 t/m 08-01-2011 Hitnotering: (week 6 t/m 7) 31-12-2011 t/m 07-01-2012 Hitnotering: (week 8 t/m 9) 29-12-2012 t/m 05-01-2013 Hitnotering: (week 10) 04-01-2014 Hitnotering: (week 11) 03-01-2015 Hitnotering: (week 12) 07-01-2017 Hitnotering: (week 13) 06-01-2018 Hitnotering: (week 14) 05-01-2019 Hitnotering: (week 15) 04-01-2020 | Hitnotering: (week 1 t/m 3) 08-01-2000 t/m 22-01-2000 Hitnotering: (week 4 t/m 5) 01-01-2011 t/m 08-01-2011 Hitnotering: (week 6 t/m 7) 31-12-2011 t/m 07-01-2012 Hitnotering: (week 8 t/m 9) 29-12-2012 t/m 05-01-2013 Hitnotering: (week 10) 04-01-2014 Hitnotering: (week 11) 03-01-2015 Hitnotering: (week 12) 07-01-2017 Hitnotering: (week 13) 06-01-2018 Hitnotering: (week 14) 05-01-2019 Hitnotering: (week 15) 04-01-2020 | Hitnotering: (week 1 t/m 3) 08-01-2000 t/m 22-01-2000 Hitnotering: (week 4 t/m 5) 01-01-2011 t/m 08-01-2011 Hitnotering: (week 6 t/m 7) 31-12-2011 t/m 07-01-2012 Hitnotering: (week 8 t/m 9) 29-12-2012 t/m 05-01-2013 Hitnotering: (week 10) 04-01-2014 Hitnotering: (week 11) 03-01-2015 Hitnotering: (week 12) 07-01-2017 Hitnotering: (week 13) 06-01-2018 Hitnotering: (week 14) 05-01-2019 Hitnotering: (week 15) 04-01-2020 | Hitnotering: (week 1 t/m 3) 08-01-2000 t/m 22-01-2000 Hitnotering: (week 4 t/m 5) 01-01-2011 t/m 08-01-2011 Hitnotering: (week 6 t/m 7) 31-12-2011 t/m 07-01-2012 Hitnotering: (week 8 t/m 9) 29-12-2012 t/m 05-01-2013 Hitnotering: (week 10) 04-01-2014 Hitnotering: (week 11) 03-01-2015 Hitnotering: (week 12) 07-01-2017 Hitnotering: (week 13) 06-01-2018 Hitnotering: (week 14) 05-01-2019 Hitnotering: (week 15) 04-01-2020 | Hitnotering: (week 1 t/m 3) 08-01-2000 t/m 22-01-2000 Hitnotering: (week 4 t/m 5) 01-01-2011 t/m 08-01-2011 Hitnotering: (week 6 t/m 7) 31-12-2011 t/m 07-01-2012 Hitnotering: (week 8 t/m 9) 29-12-2012 t/m 05-01-2013 Hitnotering: (week 10) 04-01-2014 Hitnotering: (week 11) 03-01-2015 Hitnotering: (week 12) 07-01-2017 Hitnotering: (week 13) 06-01-2018 Hitnotering: (week 14) 05-01-2019 Hitnotering: (week 15) 04-01-2020 | Hitnotering: (week 1 t/m 3) 08-01-2000 t/m 22-01-2000 Hitnotering: (week 4 t/m 5) 01-01-2011 t/m 08-01-2011 Hitnotering: (week 6 t/m 7) 31-12-2011 t/m 07-01-2012 Hitnotering: (week 8 t/m 9) 29-12-2012 t/m 05-01-2013 Hitnotering: (week 10) 04-01-2014 Hitnotering: (week 11) 03-01-2015 Hitnotering: (week 12) 07-01-2017 Hitnotering: (week 13) 06-01-2018 Hitnotering: (week 14) 05-01-2019 Hitnotering: (week 15) 04-01-2020 | Hitnotering: (week 1 t/m 3) 08-01-2000 t/m 22-01-2000 Hitnotering: (week 4 t/m 5) 01-01-2011 t/m 08-01-2011 Hitnotering: (week 6 t/m 7) 31-12-2011 t/m 07-01-2012 Hitnotering: (week 8 t/m 9) 29-12-2012 t/m 05-01-2013 Hitnotering: (week 10) 04-01-2014 Hitnotering: (week 11) 03-01-2015 Hitnotering: (week 12) 07-01-2017 Hitnotering: (week 13) 06-01-2018 Hitnotering: (week 14) 05-01-2019 Hitnotering: (week 15) 04-01-2020 | Hitnotering: (week 1 t/m 3) 08-01-2000 t/m 22-01-2000 Hitnotering: (week 4 t/m 5) 01-01-2011 t/m 08-01-2011 Hitnotering: (week 6 t/m 7) 31-12-2011 t/m 07-01-2012 Hitnotering: (week 8 t/m 9) 29-12-2012 t/m 05-01-2013 Hitnotering: (week 10) 04-01-2014 Hitnotering: (week 11) 03-01-2015 Hitnotering: (week 12) 07-01-2017 Hitnotering: (week 13) 06-01-2018 Hitnotering: (week 14) 05-01-2019 Hitnotering: (week 15) 04-01-2020 | Hitnotering: (week 1 t/m 3) 08-01-2000 t/m 22-01-2000 Hitnotering: (week 4 t/m 5) 01-01-2011 t/m 08-01-2011 Hitnotering: (week 6 t/m 7) 31-12-2011 t/m 07-01-2012 Hitnotering: (week 8 t/m 9) 29-12-2012 t/m 05-01-2013 Hitnotering: (week 10) 04-01-2014 Hitnotering: (week 11) 03-01-2015 Hitnotering: (week 12) 07-01-2017 Hitnotering: (week 13) 06-01-2018 Hitnotering: (week 14) 05-01-2019 Hitnotering: (week 15) 04-01-2020 | Hitnotering: (week 1 t/m 3) 08-01-2000 t/m 22-01-2000 Hitnotering: (week 4 t/m 5) 01-01-2011 t/m 08-01-2011 Hitnotering: (week 6 t/m 7) 31-12-2011 t/m 07-01-2012 Hitnotering: (week 8 t/m 9) 29-12-2012 t/m 05-01-2013 Hitnotering: (week 10) 04-01-2014 Hitnotering: (week 11) 03-01-2015 Hitnotering: (week 12) 07-01-2017 Hitnotering: (week 13) 06-01-2018 Hitnotering: (week 14) 05-01-2019 Hitnotering: (week 15) 04-01-2020 | Hitnotering: (week 1 t/m 3) 08-01-2000 t/m 22-01-2000 Hitnotering: (week 4 t/m 5) 01-01-2011 t/m 08-01-2011 Hitnotering: (week 6 t/m 7) 31-12-2011 t/m 07-01-2012 Hitnotering: (week 8 t/m 9) 29-12-2012 t/m 05-01-2013 Hitnotering: (week 10) 04-01-2014 Hitnotering: (week 11) 03-01-2015 Hitnotering: (week 12) 07-01-2017 Hitnotering: (week 13) 06-01-2018 Hitnotering: (week 14) 05-01-2019 Hitnotering: (week 15) 04-01-2020 | Hitnotering: (week 1 t/m 3) 08-01-2000 t/m 22-01-2000 Hitnotering: (week 4 t/m 5) 01-01-2011 t/m 08-01-2011 Hitnotering: (week 6 t/m 7) 31-12-2011 t/m 07-01-2012 Hitnotering: (week 8 t/m 9) 29-12-2012 t/m 05-01-2013 Hitnotering: (week 10) 04-01-2014 Hitnotering: (week 11) 03-01-2015 Hitnotering: (week 12) 07-01-2017 Hitnotering: (week 13) 06-01-2018 Hitnotering: (week 14) 05-01-2019 Hitnotering: (week 15) 04-01-2020 | Hitnotering: (week 1 t/m 3) 08-01-2000 t/m 22-01-2000 Hitnotering: (week 4 t/m 5) 01-01-2011 t/m 08-01-2011 Hitnotering: (week 6 t/m 7) 31-12-2011 t/m 07-01-2012 Hitnotering: (week 8 t/m 9) 29-12-2012 t/m 05-01-2013 Hitnotering: (week 10) 04-01-2014 Hitnotering: (week 11) 03-01-2015 Hitnotering: (week 12) 07-01-2017 Hitnotering: (week 13) 06-01-2018 Hitnotering: (week 14) 05-01-2019 Hitnotering: (week 15) 04-01-2020 | Hitnotering: (week 1 t/m 3) 08-01-2000 t/m 22-01-2000 Hitnotering: (week 4 t/m 5) 01-01-2011 t/m 08-01-2011 Hitnotering: (week 6 t/m 7) 31-12-2011 t/m 07-01-2012 Hitnotering: (week 8 t/m 9) 29-12-2012 t/m 05-01-2013 Hitnotering: (week 10) 04-01-2014 Hitnotering: (week 11) 03-01-2015 Hitnotering: (week 12) 07-01-2017 Hitnotering: (week 13) 06-01-2018 Hitnotering: (week 14) 05-01-2019 Hitnotering: (week 15) 04-01-2020 | Hitnotering: (week 1 t/m 3) 08-01-2000 t/m 22-01-2000 Hitnotering: (week 4 t/m 5) 01-01-2011 t/m 08-01-2011 Hitnotering: (week 6 t/m 7) 31-12-2011 t/m 07-01-2012 Hitnotering: (week 8 t/m 9) 29-12-2012 t/m 05-01-2013 Hitnotering: (week 10) 04-01-2014 Hitnotering: (week 11) 03-01-2015 Hitnotering: (week 12) 07-01-2017 Hitnotering: (week 13) 06-01-2018 Hitnotering: (week 14) 05-01-2019 Hitnotering: (week 15) 04-01-2020 |
| Week: | 1 | 2 | 3 | | 4 | 5 | | 6 | 7 | | 8 | 9 | | 10 | | 11 | | 12 | | 13 | | 14 | | 15 | |
| --- | --- | --- | --- | --- | --- | --- | --- | --- | --- | --- | --- | --- | --- | --- | --- | --- | --- | --- | --- | --- | --- | --- | --- | --- | --- |
| Positie: | 15 | 17 | 39 | uit | 47 | 8 | uit | 70 | 11 | uit | 93 | 17 | uit | 24 | uit | 48 | uit | 100 | uit | 64 | uit | 61 | uit | 82 | uit |

### NPO Radio 2 Top 2000
| Nummer met noteringen in de NPO Radio 2 Top 2000 | '99 | '00 | '01 | '02 | '03 | '04 | '05 | '06 | '07 | '08 | '09 | '10 | '11 | '12 | '13 | '14 | '15 | '16 | '17 | '18 | '19 | '20 | '21 | '22 | '23 | '24 |
| ------------------------------------------------ | --- | --- | --- | --- | --- | --- | --- | --- | --- | --- | --- | --- | --- | --- | --- | --- | --- | --- | --- | --- | --- | --- | --- | --- | --- | --- |
| Happy New Year                                   | 138 | 382 | 349 | 503 | 426 | 320 | 417 | 402 | 225 | 330 | 552 | 552 | 619 | 643 | 815 | 771 | 911 | 851 | 894 | 892 | 758 | 722 | 658 | 601 | 542 | 463 |

1. ↑  Een vetgedrukt getal geeft de hoogste notering aan.